# Gambrus conjungens
Gambrus conjungens là một loài tò vò trong họ Ichneumonidae.